# Sthenias pseudodorsalis
Sthenias pseudodorsalis là một loài bọ cánh cứng trong họ Cerambycidae.